# اییار
اییار دهستانی در استان آلمریای اسپانیا است.
در این دهستان ۴۵۷ نفر زندگی می‌کنند. مساحت این دهستان ۱۹ کیلومتر مربع است.